# Codice civile svizzero
Il codice civile svizzero (sigla CC) è il codice civile della Confederazione Elvetica (in tedesco: Schweizerisches Zivilgesetzbuch - ZGB, in francese: Code civil suisse - CC, in romancio: Cudesch civil - CC).
Adottato il 10 dicembre 1907 e in vigore dal 1912, è stato creato da Eugen Huber e tradotto in italiano da Brenno Bertoni e in francese da Virgile Rossel. È fortemente influenzato dal "Bürgerliches Gesetzbuch" tedesco. 
Il codice civile svizzero fu anche ripreso dalla Turchia nel 1926.

## Storia
Nel XIX secolo la svizzera era frazionata in più cantoni, i quali a loro volta avevano un proprio codice. Era presente quindi un frazionamento giuridico.
- 1848: vi era l'esigenza di un diritto unitario, contro le tendenze particolaristiche cantonali
- 1884: l'associazione dei giuristi svizzeri fece un'esposizione completa di tutti i diritti privati di tutti i cantoni; compito affidato ad Eugen Huber. Venne sottoposto all'opinione pubblica, in particolare a Brenner ed Huber, il progetto verrà pubblicato il 10 dicembre 1907.

## Struttura del codice
Codice pandettistico, è il frutto dei un'integrazione nazionale della svizzera; il linguaggio è chiaro e compatto in quanto destinato al cittadino.  
Ispirato al BGB ma con alcune differenze: manca di una "parte generale", orientato più su una "clausola generale".  Oltre a questo, tre elementi lo distinguono nettamente dal BGB: conoscenza giuridica popolare; coinvolgimento più attivo dei cittadini; realizzazione di un'opera da parte di un solo creatore.